# Ипподром (фильм)
«Ипподром» — советский художественный фильм 1979 года режиссёра Радомира Василевского, снятый по книге Николая Леонова «Явка с повинной».

## Сюжет
На ипподроме произошло убийство старого наездника Логинова (Борис Сабуров). Убийца рассчитывает на то, что преступление останется нераскрытым. Расследование поручают молодому инспектору уголовного розыска Шатрову (Валерий Хромушкин). Он выясняет, что преступление совершил Крошин (Николай Пеньков), который сделал ставку против Логинова и проиграл, но собрать достаточно доказательств вины Крошилина Шатрову не удаётся. Задача детектива — заставить преступника признаться в своём злодеянии, и он с ней справляется: замученный совестью, Крошин является с повинной.

## В ролях
- Валерий Хромушкин — Дмитрий Шатров, инспектор уголовного розыска
- Елена Глебова — Нина Петровна Григорьева
- Николай Пеньков — Сан Саныч Крошин
- Олег Жаков — Михаил Яковлевич Рогозин
- Эдуард Марцевич — полковник милиции Турин
- Ольга Битюкова — Наташа
- Виктор Панченко — Коля
- Юрий Эллер — посетитель ипподрома
- Рэм Лебедев — Зайцев
- Павел Ремезов — Анатолий Птицын, капитан милиции
- Зинаида Дехтярёва — мать Наташи
- Виктор Бурхарт — Трофим Ломакин
- Борис Сабуров — Борис Алексеевич Логинов
- Валентин Букин — директор ипподрома

## Съёмочная группа
- Автор сценария: Николай Леонов
- Режиссёр: Радомир Василевский
- Оператор: Владимир Панков
- Художники: Михаил Безчастнов, Александр Денисюк
- Композитор: Максим Дунаевский
- Запись музыки: инструментальный ансамбль «Фестиваль»

## Производство
Первоначально для фильма о скачках Василевский заказал сценарий у Киры Муратовой, которая переработала повести Бориса Дедюхина. Однако режиссёру сюжет о людских взаимоотношениях, разворачивающихся вокруг ипподрома, не понравился, и он предпочёл психологический детектив Николая Леонова. Муратова в 1994 году сама сняла фильм по своему сценарию — «Увлеченья».